# Siedem (symbol)
Siedem (łac. septem, gr. επτα, hebr. šeba, akad. šebe, ar. sab’a skt. saptá, nah. chicome)
Cyfra siedem to liczba uważana za mistyczną, wyróżniającą się bogatą symboliką. W wielu mitologiach i religiach świata jest symbolem całości i dopełnienia. Symbolizuje związek czasu i przestrzeni. W Nowym Testamencie (Mt 18,21) oznacza pełnię i doskonałość. W religii judaistycznej kojarzyła się z siedmioma dniami tygodnia, siedmioma archaniołami. Przez siedem dni trwały wielkie święta i siedem tygodni upływało między Pesach a Świętem Tygodni. Starożytni filozofowie przypisywali jej własności opieki i władzy nad światem, kojarząc z siedmioma planetami. Pitagorejczycy uważali ją za najwyższą podstawową liczbę całkowitą. W wielu mitologiach stanowiła atrybut bogów, jej wartość była przedstawiana w architekturze, świętych pismach, przykazaniach i kosmologii.

## Czasy prehistoryczne
Siódemkę jako liczbę wyróżniano jeszcze w czasach prehistorycznych. W grocie Lascaux, we Francji, znajduje się naskalna ilustracja przedstawiająca siedem byków nacierających na głowę konia. Malowidło to pochodzi z okresu kultury magdaleńskiej. Jeden z pierwszych zigguratów, Etemenanki zbudowany ok. 3000 p.n.e. w Babilonie, miał siedem kondygnacji, a wyobrażał cały wszechświat. Odpowiednikiem tego zigguratu jest „kosmiczna góra” Silbury Hill w Anglii, która pochodzi z ok. 2700 p.n.e. i miała siedem kondygnacji. Piramida Dżesera – ok. 2650 p.n.e. – również miała siedem kondygnacji (najniższa kondygnacja schowana jest dziś pod ziemią).

## Starożytny Bliski Wschód

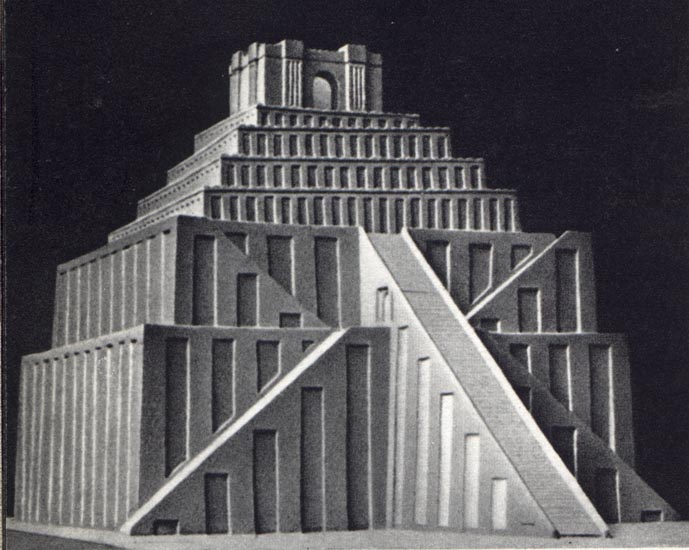
Jedna z rekonstrukcji wyglądu Etemenanki

### Sumerowie
Pierwszym historycznym ludem, który przyznawał wielką wagę siódemce byli Sumerowie. Mieli oni siedmiu bogów Anunnaki, siedmiu bogów opiekuńczych (sumer. Iminbi, akkad. Šebettu; utożsamiano je z Plejadami), siedem lumaši (gwiazdozbiorów), siedmiu mędrców, siedem boskich praw, siedem wielkich wiatrów, siedmiu bogów losu, siedem złych demonów, siedem imion Isztar, a do podziemnej krainy Kur prowadziło siedem bram (miało to zapewne oznaczać, że po ich przekroczeniu niemożliwy jest powrót). Ponadto mieli pojęcie siedmiu synów, siedem sag, bóg Enlil manifestował się w siedmiu gwiazdach, przed potopem było siedem miast w Mezopotamii, a w mitach i legendach występował wątek za siedmioma górami, co miało wskazywać, że kraina o której opowiada mit znajduje się bardzo daleko. Siedem pojawia się w sztuce, np. ręka z siedmioma palcami (ma to symbolizować doskonałą moc), drzewo o czternastu gałęziach (z każdej stron po siedem), siedmiogłowe węże np. Muszmahhu. Liczbę siedem wprowadzano do mitów o bogach i herosach, zaczęła w nich odgrywać rolę wyróżnika uwydatniającego pewne epizody, bądź pewne cechy czy atrybuty bogów.
Za przykład dzieła o szczególnym nagromadzeniu siódemki może służyć Epos o Gilgameszu.

### Egipcjanie

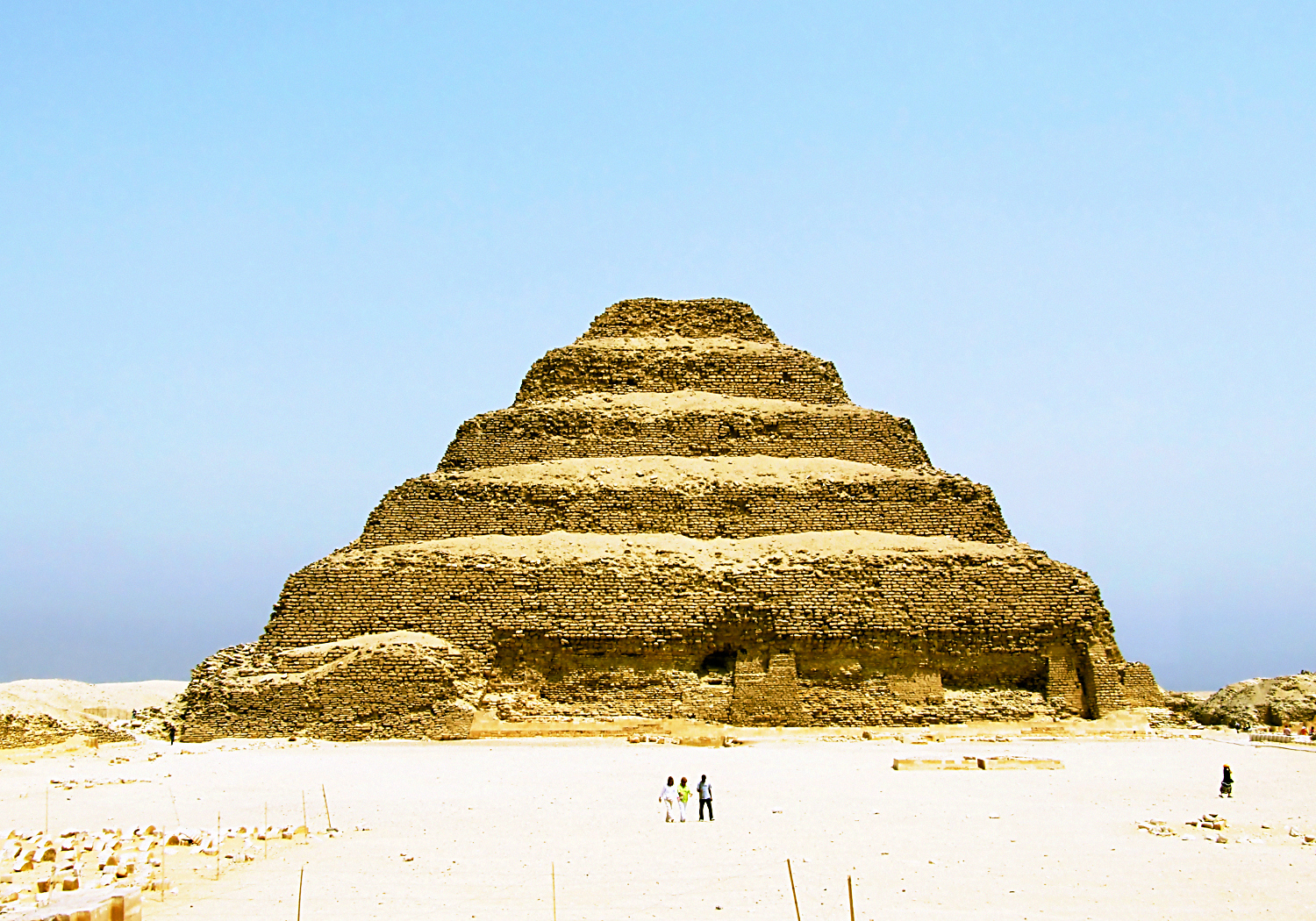
Piramida Dżesera w Sakkarze

W mitologii egipskiej, główni bogowie Re i Ozyrys otoczeni byli przez siedem bóstw. W 28. roku panowania Ozyrysa Set, sprzymierzony z 72 wspólnikami, napadł Ozyrysa i pokrajał jego ciało na czternaście części, które rozrzucił po całym kraju. Izyda odnalazła je wszystkie i połączyła. Herodot wyliczył siedem kast w Egipcie. Mumifikacja zwłok trwała 70 dni, a używano w niej siedmiu olejów. W języku egipskim „siedem” (sfh) wiąże się z „wybaczać – zapominać” (smh).
W epoce hellenistycznej oraz rzymskiej Nil zaczęto określać mianem rzeki o siedmiu odnogach, którymi wpada do morza. Żyjący wcześniej Herodot stwierdził, iż Nil jest rzeką o pięciu ujściach (Dzieje, 2, 10), ale nieco dalej wyliczył odnogi Nilu w liczbie siedmiu (2, 17). Diodor Sycylijski, Strabon, Ptolemeusz, Pliniusz, Wergiliusz, Ammianus Marcellinus i inni mówią o siedmiu odnogach Nilu. Warto zauważyć, że ujście rzeki określane było przez Greków terminem „stoma” (usta, paszcza), stwarza to możliwości dla symbolicznej fantazji. Czasem zresztą nazywano Nil rzeką o siedmiu głowach (po grecku).

### Hetyci
Siódemka, obok dziewiątki (dziewięć mórz, dziewięć rzek podziemnych), odegrała pewną rolę u Hetytów. Gdy zmarł król Muwatalli II, nie pozostawił po sobie legalnego męskiego potomka. Na tron wstąpił jego syn z nieprawego łoża Urhi-Teszup (ok. 1280 p.n.e.), ale władzę nad północną częścią kraju objął brat Muwatalli, Hattusili III. Hattusili zdawał sobie sprawę, że władzę zagarnął bezprawnie, więc przez siedem lat unikał walki z Urhi-Teszupem i pozwalał by ten odbierał mu kolejne miasta. Przeciwstawił mu się, dopiero gdy upłynęło siedem lat.

### Persowie
Persowie, podobnie jak Sumerowie, dzielili świat na siedem sfer, również ziemię dzielili na siedem części, ponadto wyróżniali siedem metali, a lato trwało siedem miesięcy. Siedmiu czynów na siedmiu postojach dokonał Rustam (analogicznie potem Esfandjar). Siódmym było zabicie Białego Dewa siedzącego w pieczarze na siódmej górze. Siódemka zyskuje na spekulatywnej rozbudowie w perskim zaratusztrianizmie. Jedna z partii Awesty określana jest jako Jasna siedmiu rozdziałów (Jasna, 35-41). Nawet alfabet w którym ostatecznie zredagowana została Awesta liczy 49 liter. Walk między Ormuzdem a Arymanem było siedem. Religijny reformator Zaratusztra miał zginąć w siedemdziesiątym siódmym roku życia, przy ołtarzu. Według zaratusztrianizmu ludzkość miała się pojawić w siódmym tysiącleciu od założenia świata. Koniec świata i związany z nim sąd ostateczny nastąpi wraz z ukończeniem szóstego tysiąclecia dziejów ludzkości, a po nim w siódmym tysiącleciu rozpocznie się nowa, nigdy nie kończąca się epoka triumfu dobra. Arymana zabije siódmy potomek Ormuzda. Ahura Mazda otoczony jest przez siedmiu (czasem sześciu) Amesza Spenta (nieśmiertelnych świętych), a jego przeciwnik Angra Mainju ma do swojej dyspozycji siedmiu arcy-demonów. W religii wedyjskiej najważniejszą grupę bogów stanowi siedmiu Aditya.

## Kultury antyczne

### Grecy

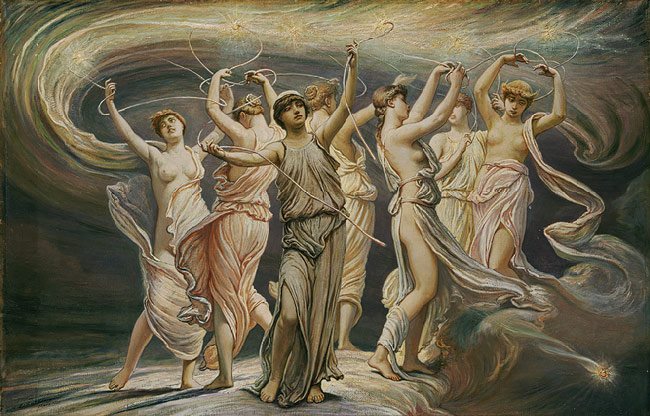
Plejady – siedem sióstr

U poszczególnych plemion greckich pogląd na liczbę siedem był niejednorodny. Początkowo wielką rolę odgrywała dziewiątka (także dziesięć). U Greków mamy siedem Hesperyd (nimfy zachodzącego słońca), siedmiu synów Heliosa zrodzonych przez nimfę Rodos, siedem Plejad, siedmiu synów i siedem córek Niobe (żona Amfiona, króla Teb), siedem bram Teb, wyprawa Siedmiu przeciwko Tebom, siedem miast Homera, siedmiu mędrców, siedmiu wygnańców z Teb wyzwala swoje miasto spod spartańskiej okupacji, siedmiu archontów w Tebach, siedem cudów świata, a tebański wieszcz Tejrezjasz przez siedem lat był kobietą i żył przez siedem pokoleń. Apollon narodził się w siódmym dniu miesiąca, a w momencie narodzin, nad wyspą Ortygia (później Delos), siedem kręgów zatoczyły łabędzie, było siedem pętli Ofiona. Na wyspie Lesbos było siedem miast, siedmiu książąt, a liczba muz wynosiła tam siedem. Minotaur z Minos każdego roku miał żądać siedmiu chłopców i siedem dziewic (pokonał go Tezeusz). Plejady, siedem córek Atlasa i Plejone, spotkały w Beocji myśliwego Oriona. Wzbudziły w nim namiętność i były przezeń ścigane, aż zdjęty litością Zeus przemienił je w gwiazdy. Samo to wyliczenie wskazuje, że liczba siedem darzona była szczególnym uznaniem wśród Greków beockich. W mitach cyklu tebańskiego zauważalny jest silny wpływ mitologii semickiej, także mezopotamskiej, a same Teby prawdopodobnie zostały założone przez przybyszy z Mezopotamii. Tak więc ów szczególny szacunek do liczby siedem u Tebańczyków mógł być rezultatem semickiego wpływu. W epoce hellenistycznej siódemkę przyjęli wszyscy Grecy.
Jako przykład służyć mogą dwie wielkie epopeje Homera: Iliada i Odyseja.

### Rzymianie
Dla starożytnych Rzymian liczba siedem była symbolem miasta Rzym, które zostało zbudowane na siedmiu wzgórzach: Palatyn, Kapitol, Eskwilin, Celius, Kwirynał, Wiminał i Awentyn. W pierwotnym okresie (w latach 753–509 p.n.e.) Rzymem rządziło siedmiu królów. Rzymianie mieli wiersz septenar. Instytucja westalek miała pierwotnie jakiś związek z siódemką. W kulcie bogini Vesty uczestniczyło sześć kapłanek (westalek), a ich zwierzchnikiem był pontifex maximus, który miał nad nimi ojcowski autorytet (6 + 1). Pierwotnie jednak rolę siódmego elementu pełniła Vesta (ogień), co już w starożytności zostało zapomniane. Wskazuje na to uderzające podobieństwo do hinduskiego mitu o siedmiu Krittiki i Agni.

## U Hebrajczyków

### Stary Testament
W Starym Testamencie symbolika siódemki do pewnego stopnia wynikała z etymologicznych powiązań liczby siedem z pojęciami: pełnia i przysięga. Siedem i pełnia pochodzą z tego samego źródłosłowu, czasem zresztą – ze względu na brak osamogłoskowania w oryginalnym tekście ST – trudno rozstrzygnąć czy chodzi o siedem, czy też o pełnię. Od siedmiu pochodzi przysięga, a przysięgać w języku hebrajskim brzmi: „siódemkować”. W innych językach semickich przysięga pochodzi od innych pojęć. „Tydzień” to po prostu siódemka, czyli siedmioodcinkowy przedział czasu, bo okres siedmiu lat również jest określany tym samym terminem. Czasem trudno rozstrzygnąć czy chodzi o siedem dni, czy siedem lat. Pozwalało to na osobliwe gry językowe. „hag szabuot” mogło znaczyć Święto Siódemek, Święto Tygodni, Święto Przysiąg. Imię Batszeba mogło znaczyć „córka siódemki”, „córka pełni”, „córka przysięgi”. Podobnych przykładów można podać więcej.
W Starym Testamencie siedem jest liczbą świętą. Oznacza ona jakiś pełny, doprowadzony do końca, sobie tylko właściwy etap (epokę). Po jego zakończeniu następuje nowy etap (epoka), która jest konsekwentnym następstwem poprzedniego. Liczba siedem zawiera też w sobie pewną tęsknotę za nadejściem siódmej epoki, w którym osiągnie upragniony odpoczynek po ciężkich trudach obecnego wieku (szabat), życie w obfitości, szczęściu i dostatku. Siódemka oznacza również jakieś konkretne, uwieńczone sukcesem działanie, którego efekt jest zazwyczaj nieodwracalny. Siódemka oznacza przewidzianą przez Boga i uporządkowaną przezeń całość. Czasem, dla zintensyfikowania symbolicznej wymowy siódemki, stosowano wielokrotność siódemki „siedemdziesiąt” lub „siedemdziesiąt siedem” (Rdz 4, 24).

### Okres międzytestamentowy
W okresie międzytestamentowym siódemka staje się ważnym symbolem apokalips żydowskich. Najlepszym tego przykładem jest 4 Ezdrasza i Apokalipsa Barucha (nazywana też 2 Barucha), które składają się z siedmiu wizji. Wizje tych dwu apokalips następują po 7-dniowych przerwach. 4 Ezdrasza wylicza, raz po raz, a to siedem dróg, a to siedem porządków, czy siedem atrybutów i siódmy element zawsze przewyższa znaczeniem i doniosłością poprzednie sześć. Siódma wizja tej apokalipsy, mówiąca o spisaniu ksiąg świętych, nie zawiera już żadnych apokaliptycznych treści. Ponadto według 4 Ezdr 7, 30-31 mesjasz przez siedem dni będzie zabity, ale po siódmym dniu zmartwychwstanie (7/8). Według Apokalipsy Abrahama, dla siódmej generacji po Abrahamie, Bóg przyobiecał exodus (2 Bar 32, 1). 2 Barucha dzieli historię świata na czternaście epok (2 Bar 28, 2).

### Nowy Testament
Siódemka wycisnęła silne piętno na ostatniej księdze Nowego Testamentu, tj. na Apokalipsie Jana. Jest ona nie tylko najczęściej stosowanym w niej symbolem, ale również najważniejszym symbolem, któremu podporządkowano cały szereg innych symboli. Wiele symboli występuje w liczbie siedmiu. Siedem świeczników, siedmiu aniołów, siedem gwiazd, siedem kościołów Azji Prokonsularnej, księga zapieczętowana siedmioma pieczęciami, siedem oczu i siedem rogów Baranka, siedem głów Smoka, siedem głów Bestii, siedmiu królów, siedem pagórków. Niektóre symbole zostały nawet uszeregowane w siódemkowe serie i decydują o strukturze Apokalipsy – listy, pieczęcie, trąby i czasze. Również tekst całej księgi można podzielić na siedem części. Siedem ma wiele zastosowań w Apokalipsie.
Siódemka bywa też w Apokalipsie ukryta, nieuchwytna przy bezpośrednim wglądzie. W Ap 5, 12 wyliczonych zostało siedem atrybutów Baranka (moc, bogactwo, mądrość, siła, cześć, chwała i błogosławieństwo), w Ap 7, 12 – siedem atrybutów Boga (błogosławieństwo, chwała, mądrość, dziękczynienie, cześć, moc i siła), a w Ap 6, 7 – siedem klas społecznych (królowie ziemi, możnowładcy, wodzowie, bogacze, mocarze, niewolnicy i wolni).
Siedem razy użyte zostały ważne w tej księdze terminy i zwroty: sierp, błogosławiony, wytrwałość, proroctwo, wieniec, księga życia, mieszkańcy ziemi, czteroczłonowa formuła „każde plemię, język, lud i naród”, formuła „Kto ma uszy do słuchania, niechaj słucha, co Duch mówi do kościołów” i inne. Chrystus siedem razy zapowiada swoją Paruzję. Imię Chrystus występuje siedem razy, Jezus – czternaście, a Baranek odniesiony jest do Chrystusa 28 razy, z czego siedem razy w powiązaniu z Bogiem. 21 razy użyty został termin moc (εξουσια). W Ap 18, 12-13 wymienionych jest 28 towarów jakie kupcy sprzedają Babilonowi. Nietrudno zauważyć, że wymienione tu terminy i zwroty wiążą się z Paruzją, zbawieniem i życiem wiecznym. Są to terminy związane z wiecznością, z zapoczątkowaniem wieczności, bądź obietnicą wejścia do wieczności.
Siedem razy występuje jednak również: otchłań (αβυσσος) i Szatan, a 14 razy śmierć. Otchłań i Szatan wiążą się z wiecznym potępieniem.
Natomiast niektóre z terminów związanych z przemijaniem użyte zostały sześciokrotnie umierać (αποθνησκω – są jeszcze dwa inne terminy na umieranie), Babilon, gniew (οργη), miecz (ρομφαια), bać się (φοβεομαι).

### Talmud
Siódemka znajduje swoje zastosowanie w Talmudzie. Traktat Berakhot wyjaśnia, że Tora została dana na Synaju po siedmiu głosach (T. Ber. I, 6B). W rozdziale drugim oraz dziewiątym tego traktatu, znajdujemy wyjaśnienie, że jeżeli ktoś śpi przez siedem dni bez snu, to jest człowiekiem nikczemnym i złym. Kto jednak idzie do snu napełniony Torą, ten nie będzie miał złych snów. Owe wnioski zostały wyprowadzone z biblijnego tekstu Prz 19, 23: Bojaźń Pana prowadzi do życia i kto ją ma, ten odpoczywa syty-pełny i nie zazna nieszczęścia. Natomiast Beth Ha Midrash VI, 58 mówi o siedmiu głosach trąb, po których nastąpi zmartwychwstanie.

## Islam
Na Bliskim Wschodzie, w Islamie, liczba siedem miała szczególne znaczenie, głównie w mistycyzmie Sufich. Pielgrzymi muszą siedem razy obejść Kaabę w Mekce, siedmiokrotnie wykrzykując Allah akbar (Allah jest wielki) oraz trzykrotnie obrzucić szatana siedmioma kamieniami. W religii islamskiej jest również mowa o siedmiu rajach, piekłach, grzechach głównych oraz o siedmiu aspektach Koranu.

## Indie
Siódemka stosowana była jako symbol również w Indiach. W południowo-wschodniej części tego kraju znajduje się miasto Mahabalipuram, które było znane z siedmiu pagód (tj. świątyń o kilku kondygnacjach). Według 13. hymnu Rigwedy Suria (słońce) podróżuje złotym powozem ciągniętym przez siedem koni. Hymn ten zna też siedmiu wieszczy. Indra, bóg grzmotu, zabija smoka Writrę i wypuszcza zeń siedem rzek (Hymn 12, 312). Do szczęk Waruny wpływa siedem rzek, które dzięki niemu nigdy nie wysychają. Według Mahabharaty Brahma miał siedmiu synów. Bhagawadgita mówi o siedmiu pradawnych wielkich mędrcach (X, 6). Siedmiu mędrców z rodu półboga Angirasa, przyszło na świat w postaci niedźwiedzi, a potem wstąpili do nieba i stali się siedmioma gwiazdami Wielkiej Niedźwiedzicy. Według mitu Santalów, mówiącego o stworzeniu świata z prawód, stworzonych zostało dwoje ludzi, którzy mieli siedmiu synów i siedem córek, a z tych wywodzi się siedem klanów Santalów. Marutów było czterdziestu dziewięciu. Najgroźniejszy z asurów, Taraka, otrzymał od Brahmy obietnicę, że tylko siedmioletnie dziecko może go zabić. Dokonał tego syn Śiwy, sześciogłowy Skanda, w siódmym dniu swego życia. W Indiach osoby zawierające ślub chwytały się za ręce i razem robiły siedem kroków. Taki ślub nazywany był saptapada (siedmio-krokowy). Pewien hinduski mit o sześciu, bądź siedmiu siostrach Krittikach, mówi iż wykarmiły one Skandę, syna Śiwy, po czym stały się sześcioma gwiazdami na niebie, a ich władcą i małżonkiem został Agni (ogień). Agni przedstawiany bywa z siedmioma językami ognia.
Jednak w Indiach większą rolę uzyskała dziewiątka, traktowana jako liczba feralna i przeciwieństwo siódemki.

## Ludy zachodniej Afryki
Ludy zachodniej Afryki, które trudno podejrzewać o jakiekolwiek zapożyczenia względem Semitów, przyznały siódemce szczególną, jeżeli nie najważniejszą pozycję wśród cyfr. Znały one siedem niebios, również ziemię dzieliły na siedem warstw, z których każda odpowiadała określonemu niebu. Deszcz spada z siódmego nieba. Bóg Pemba przez siedem lat wirował w przestworzach zanim stworzył ziemię. W mitach ludów Bobo występuje siedmiogłowy wąż. U Dogonów i Bambara mężczyznę symbolizuje liczba trzy, kobietę – cztery, natomiast suma tych liczb – siedem – jest symbolem związku mężczyzny i kobiety, i dlatego jest liczbą doskonałą. Ponadto w języku Dogonów wyraz soj znaczy siedem, a także powiedziało się, z tego powodu siódmy przodek uchodził za pana słowa. Według kosmogonii Dogonów kosmiczne jajo poruszone zostało siedmioma wielkimi wstrząsami, które podzieliły je na dwa łożyska.

## Ludy wschodniej Afryki
Siódemka uzyskuje szczególną pozycję również u niektórych ludów wschodnio- i środkowoafrykańskich. Na szczególną uwagę zasługuje dzieło ludów Bantu Epopeja Mwindo. Według niej w dawnych czasach w krainie Ihimbi żył król Szemwindo („ojciec Mwindo”). Swoją siedzibę założył na wzgórzu w gaju palmowym i nazwał ją Tubondo. Znajdowało się w niej siedem świątyń i prowadziło do niej siedem dróg. Szemwindo poślubił siedem żon, którym oświadczył, że mogą rodzić tylko córki. Każdy syn zostanie zabity. Wszystkie siedem w jednym dniu zaszły w ciążę. Najpierw narodziło się sześć córek, a po dłuższym czasie Njamwindo („matka Mwindo”) urodziła siódme dziecko-syna. W prawej ręce trzymał miotełkę konga, a w lewej siekierę. Szemwindo sześć razy bezskutecznie ciskał weń włócznią, kazał go zakopać, a następnie zatopić. Po zatopieniu grad i deszcz przez siedem dni padały na ziemię niszcząc zbiory. Zapanował głód. Ocalały Mwindo przybył do domu swojej ciotki Ijangary, wówczas władca piorunów, Nkuba, siedem razy uderzał piorunem w dom ciotki, ale nie zdołał uszkodzić tej jego części, w której przebywał Mwindo. Wtedy Nkuba sprzymierzył się z nim. Mwindo postanowił udać się do Tubondo, ciotka jednak ostrzega, że nikt nie zdoła zdobyć wioski z siedmioma świątyniami i siedmioma prowadzącymi do niej drogami. Mwindo jednak wyruszył, a Nkuba siedmioma uderzeniami pioruna obrócił wioskę w popiół. Wówczas Szemwindo skrył się pod ziemię. Niestrudzony Mwindo idzie tam za nim. W końcu został królem, zwyciężył też w międzyczasie siedmiogłowego, siedmiookiego i siedmiorogiego smoka Krimu (pożerał on ludzi). W epopei tej częstotliwość występowania liczby siedem jest imponująca (pojawia się jeszcze wątek siedmiu placków podanych na siedmiu drewnianych talerzach) i jest liczbą magiczną.

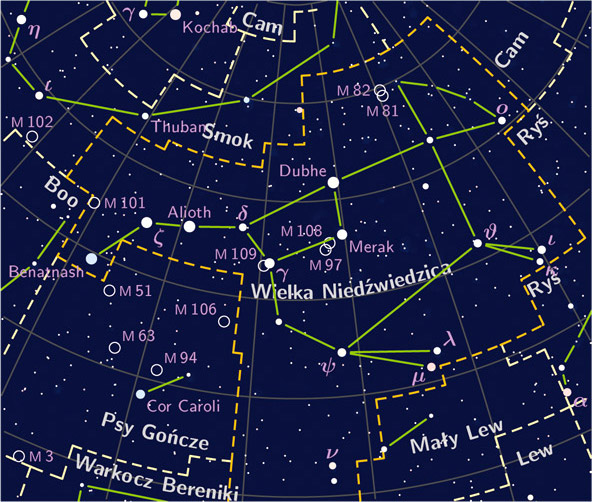
Wielka Niedźwiedzica i jej siedem gwiazd – symbol liczby siedem u Azteków

## Aztekowie
U ludów azteckich liczba siedem była symbolem siedmiu gwiazd Wielkiej Niedźwiedzicy. Siedem było również pieczar położonych w Chicomoztoc (Miejsce Siedmiu Pieczar), z których wyruszyło siedem szczepów (w tym Aztekowie) na poszukiwanie swojego miejsca osiedlenia. Liczba siedem była również symbolem obfitości.

## Chiny
W kulturze chińskiej liczba 7 (七, qī) jest liczbą yang, w mistyce wiązana jest jednak z pierwiastkiem yin. Symbolizuje siedem gwiazd tradycyjnej chińskiej astronomii (Słońce, Księżyc i pięć planet). Siódmego dnia siódmego miesiąca księżycowego obchodzone jest święto Qiqiao, poświęcone Zhinü i Niulangowi. Liczba 7 odgrywa także dużą rolę w kulcie zmarłych. Wierzono, że przez siedem tygodni po śmierci dusza zmarłego stopniowo rozstaje się ze światem. W tym czasie co siedem dni składa się ofiary i odprawia ceremonie.

## Japonia
W Japonii siódemka kojarzy się z siedmioma bogami szczęścia: Bishamonten, Daikokuten, Ebisu, Fukurokuju (chiński mędrzec taoistyczny), Jurōjin, Hotei, Benzaiten.

## Irlandia
W Irlandii istniały legendy o siedmiu drzewach wróżby z których robiło się siedem talizmanów. Najważniejsza była jabłoń symbolizująca nieśmiertelność, a następnie dąb, ostrokrzew, wierzba, brzoza, leszczyna, olcha. Każdego kto dopuścił się ścięcia świętego drzewa karano śmiercią.

## Inne części świata
U Gotów istniało siedmiu głównych bogów.
W okresie konkwisty, w XVI wieku, istniała legenda o siedmiu złotych miast Ciboli, miastach pełnych złota i bogactw. Na ich poszukiwanie wyruszył m.in. Álvar Núñez Cabeza de Vaca oraz Francisco Vásquez de Coronado penetrując ziemie obecnych południowych stanów USA